# Гулафшон (Джаббар-Расуловский район)
Гулафшон (тадж. Гулафшон; до 2013 года – Янтокзор) — село в Джаббар-Расуловском районе Согдийской области Республики Таджикистан. Входит в состав джамоата (сельской общины) Хаётинав Джаббар-Расуловского района.
Находится на расстоянии 11 км от райцентра (пгт. Мехробод) и 1 км от центра общины (село Мехргон).
Население — 2482 чел. (2017).